# グスタボ・プエルタ
グスタボ・アドルフォ・プエルタ・モラーノ（Gustavo Adolfo Puerta Molano、2003年7月23日 - ）は、コロンビア・ラ・ビクトリア出身のサッカー選手。EFLチャンピオンシップ・ハル・シティAFC所属。ポジションはミッドフィールダー。

## クラブ経歴
2021年にコロンビア2部に相当するカテゴリ・プリメーラBに所属していたボゴタFCでキャリアをスタートさせた。
2023年1月31日、ブンデスリーガのバイエル・レバークーゼンへ移籍し、5年契約を結んだ。なお、2022-23シーズン終了時まではブンデスリーガ2部の1.FCニュルンベルクへレンタル移籍することも決定している。
2024年8月27日、ハル・シティAFCにレンタル移籍。2025年4月19日、7月1日に完全移籍となることが発表された。

## タイトル
バイエル・レバークーゼン
- ブンデスリーガ: 2023-24